# بگذار به تو بگویم کجا بوده‌ام
بگذار به تو بگویم کجا بوده ام (به انگلیسی: Let Me Tell You Where I've Been ) نام مجموعه‌ای از اشعار، داستان‌های کوتاه و مقالاتی از ۵۳ نویسنده زن ایرانی خارج از ایران است که بیش از یکصد داستان کوتاه، شعر و مقاله از زنان ایرانی مهاجر را در بر می‌گیرد. این کتاب به انگلیسی و توسط پرسیس کریم، نویسنده ایرانی‌تبار مقیم آمریکا تهیه شده است.

## مشخصات کتاب
- عنوان کامل انگلیسی کتاب: Let Me Tell You Where I've Been: New Writing by Women of the Iranian Diaspora
- موئلف: Persis M. Karim
- صفحات: ۴۰۰
- انتشارات: دانشگاه آرکانزاس
- شابک ‎۱−۵۵۷۲۸−۸۲۰−۸

## مراجع و پیوندها
- وب‌گاه شخصی پرسیس کریم
- وب‌گاه آمازون
- مصاحبه بی‌بی‌سی با مؤلف کتاب